# 菊田あや子
菊田 あや子（きくた あやこ、1959年11月4日 - ）は、日本のタレント・レポーター。本名・菊田 紋子※読み同じ。山口県下関市出身。（山口県立下関南高等学校とされるを経て、）日本大学芸術学部放送学科卒業。
ゴールデンミュージックプロモーションに所属していたが独立し、オフィス菊田を立ち上げた。MoonWalkタレントスクール講師も務める。

## 略歴
元々アナウンサー志望で日大に合格し、大学進学を機に上京。大学在学中にラジオ関東（現：アール・エフ・ラジオ日本）のオーディションに合格し、ラジオ番組でデビュー。以後ラジオの生放送の司会、DJ、ナレーションなどを務めた。
大学卒業後からフリーで活動し、25歳でワイドショー「ルックルックこんにちは」（日本テレビ系）の芸能レポーターに抜擢。以降「モーニングEye」（TBS系）、「ジャスト」（TBS系）などのワイドショーや情報番組に出演。また、旅番組のレポーターも数多くこなし、テレビショッピングのMCなど幅広く活躍している。
レポーターとしては中でも、1990年前後のグルメブーム以降は、ニュース番組などのグルメレポーター（自称「日本でいちばん食べている女レポーター」）として活躍している。若い頃から印象的なモンチッチヘアで明るくリポートする姿や、元気で親しみやすいキャラクターで庶民的な人気を得ている。
その後は上記メディア出演の他、タレントスクールの講師、「食」（及び食育）や「コミュニケーション」、美容・健康・婚活などをテーマとした講演活動を展開している。また、『男、遠方より来ず～オンナの論語～』（PHP出版）、『バナバ茶健康法―驚異のミラクルパワー』（日東書院本社）などの著書もある。

## 人物
- 血液型は、B型[1]。
- 40歳頃までは恋愛を経験しながらも、仕事が生きがいだったため結婚願望は全然なかった[5]。しかし、ある時「人生80年としたら先は長い。一緒に人生を楽しめる人がいたらな」との考えから、結婚願望が生まれたという[5]。知人の紹介で知り合った一般男性と3か月の交際を経て、2015年頃に熟年結婚した[5]。しかし、お互いの結婚への期待が全然違うことに気づいたため[5]、わずか半年で離婚した[4]。離婚直後はショックによる不眠に悩み、一時は体重が8kgも落ちた（その後元気を取り戻し理想の体重に戻った）[5]。
- 2007年11月25日に初代「下関ふく大使」として任命される[2]。山口県から任命された「山口ふるさと大使」のひとりでもある[2]。しものせき海響大使[2]、水産大学校（下関市）の非常勤講師でもある。
- 持っている資格は、日本フードアナリスト協会準講師、洗濯ソムリエ[2]。語彙日本語検定2級、終活ガイド[2]。
- 特技は、家庭料理、手話、美容・ダイエットトーク[2]。
- 趣味は、映画鑑賞、スイミング、ウォーキング、渋谷の観察、英会話、ワイン、ダイエット[2]、中国語、韓国語、リラクゼーション[1]。

## 主な出演番組
- あなた説明できますか?
- はぴねすくらぶ
- モーニングEye
- NNNニュースプラス1
- NNN Newsリアルタイム
- ジャスト
- 金曜テレビの星
- 土曜スペシャル
- 日曜ビッグバラエティ
- レディス4
- 秘密のケンミンSHOW
- タマリバ
- なじラテ